# Tbolisolfågel
Tbolisolfågel (Aethopyga tibolii) är en fågel i familjen solfåglar inom ordningen tättingar.

## Utbredning och systematik
Fågeln förekommer i bergstrakter på södra delen av ön Mindanao i södra Filippinerna. Den kategoriserades tidigare som underart till aposolfågel (Aethopyga boltoni).

## Status
IUCN erkänner den inte som art, varför den inte placeras i någon hotkategori.